# 李菁聾健共融基金
李菁聾健共融基金是香港一個慈善基金，由香港中文大學手語及聾人研究中心於2008年成立。
2008年3月，失聰女教師李菁逝世。她曾任職研究助理的香港中文大學手語及聾人研究中心成立「李菁聾健共融基金」，延續她樂於助人美意。

## 目標
基金主要目標︰
- 推動香港聾健共融活動
  - 發展聾童教育
  - 進行不同層面的聾人研究項目
- 內地窮困聾人提供經濟支援

## 曾贊助的活動
李菁聾健共融基金於2010年贊助《細聽我心聲》的徵文比賽。該徵文比賽是由慈善機構「龍耳」主辦，得到「國際獅子總會中國港澳 303 區青年獅子區會」的支持。比賽的目的是讓聾人及弱聽學生及在職人士藉著自身的經歷，表達聾人及弱聽人士的心聲，並藉此推廣融合教育的理念。《細聽我心聲》為香港第一本由聾人及弱聽人士寫下他們過往求學及家長陪伴聾童的心路歷程之書刊，一眾得獎聾童及家長期望各界可透過他們的作品多了解聾人。
自從《細聽我心聲》的書刊推出後，引起社會上很大的迴響，此書刊獲教育局常任秘書長委任的一個委員會 － 《家庭與學校合作事宜委員會》上載其網頁。
由於反應熱烈，「國際獅子總會中國港澳 303 區青年獅子區會」和「龍耳」於2011年再度合作，再次舉辦《聲空奇遇》徵文比賽，希望藉著一系列的活動宣揚共融訊息，透過文字讓社會大眾了解聾人及弱聽人士的心聲，鼓勵社會大眾以積極正面的文字，勉勵聾人及弱聽人士活出積極及精彩的人生，為社會大眾與聾人及弱聽人士創造彼此溝通和了解的機會。